# Camel Up
Camel Up — настільна гра для двох-восьми гравців, розроблена Штеффеном Богеном. Гра імітує верблюжі перегони. Гравці, перебуваючи в ролі глядачів, роблять ставки на результат перегонів. У грі вони не керують фіксованим власним верблюдом, а можуть робити ставки на переможця раунду і загального переможця або аутсайдера перегонів, виграючи при цьому гроші. Переміщення п'яти верблюдів визначається за допомогою піраміди з п'ятьма гральними кубиками, які випадково обирають кількість ходів і порядок ходіння. Завдяки тому, що верблюди можуть підніматися один на одного нав'ючувати, навіть останній верблюд може вирватися вперед і стати переможцем до кінця перегонів.
Назва гри може читатися як «Camel Up», так і «Camel Cup» через оформлення коробки.
У 2018 році під маркою Eggertspiele вийшло перевидання гри з повністю новим дизайном.

## Доповнення
У травні 2015 року вийшло доповнення Camel Up: Supercup, яке пропонує чотири модулі для базової гри. У 2016 році вийшло доповнення Camel Up: Grand Prix of the Sahara, яке додає альтернативне ігрове поле у формі килимка зі спеціальними клітинками (вихор).
Також у 2016 році було випущено карткову версію гри під назвою Camel Up Cards.

## Відгалуження
На SPIEL 2021 видавець Asmodee анонсував окреме продовження під назвою Camel Up: Gut gepackt!. Гра стала доступною в продажу з листопада 2021 року.

## Оцінки
Весела, швидка, коротка та несподівана гра з дуже простими правилами для азартних гравців.— 
У нашому середовищі ми ніяк не могли зрозуміти рішення журі «Гри року». Але що ми, гравці, можемо знати про те, чим керується журі?— 